# 青い山脈 (映画)
『青い山脈』（あおいさんみゃく）は、石坂洋次郎の小説『青い山脈』を原作として制作された映画。
1949年・1957年・1963年・1975年・1988年の5回製作され、興行的にも1949年・1957年・1963年はいずれもヒットした（1975年・1988年は不明）。最も名高いのは1949年の今井正監督作品。主題歌の『青い山脈』は、日本映画界に限らず、広く国民に知られている（主題歌については、「青い山脈 (曲)」の項目も参照のこと）。
作品中、ラブレターの文に「恋しい恋しい私の恋人」と書かれるべきものが、「変しい変しい私の変人」となっているエピソードは名高い。

## 1949年版
監督は今井正、主演は原節子、池部良。正続2編（正篇7月19日公開、続篇7月26日公開）。モノクロ、スタンダード。
東宝と松竹が映画化権を争い、松竹が木下惠介監督を提示したことから東宝側は負けるのを覚悟したが最終的には東宝が映画化権を獲得。しかし、東宝争議で企画審議会に加わっていた組合が「プチブル作家の石坂がブルジョア新聞に連載した作品をなぜ東宝がやる必要があるのか」と猛反対していた。今井は「戦時中抑圧されていた若い男女が一緒に町を歩く、それを描くだけでも意味がある」と反論した。プロデューサーの藤本真澄は東宝を退社して藤本プロを設立する。この時期機能が麻痺していた東宝では各プロデューサーの独立プロにスタジオを貸す方式をとっており、本作は藤本プロと東宝の共同作品となる。 東宝からの製作協力者として代田謙三、井手俊郎らが当り、当初小国英雄が脚本を執筆したが、監督の今井正と意見が対立し降板したため、今井が井手俊郎に書き直させた。井手の脚本家デビュー作となる。以降のリメイク作品のほとんどは、この井手脚本が元になっている。今井は芸者の梅太郎役に杉村春子を推したが、最終的に木暮実千代に落ち着いた。また服部良一の主題歌も今井正監督が好まなかったにもかかわらず、国民的愛唱歌になるほどヒットし、以降のリメイク作品にも使用された。ロケ地は静岡県下田市他。
打ち上げ花火やカモメなどの描写にアニメーションが用いられ、前年に東宝を退社した鷺巣富雄が作画を担当した。
平成元年（1989年）「大アンケートによる日本映画ベスト150」（文藝春秋発表）では第20位にランキングされている。

### スタッフ
- 原作：石坂洋次郎（朝日新聞連載 新潮社版）
- 脚色：今井正、井手俊郎
- 製作：藤本眞澄
- 協力製作：代田謙二、井手俊郎、馬場和夫
- 経理担当：白子詔三郎
- 製作主任：根津博
- 撮影：中井朝一
- 美術：松山崇
- 録音：下永尚
- 照明：森茂
- 演出補佐：西岡豊
- 編輯：長澤嘉樹
- 音響効果：園田芳龍
- 音響技術：高橋隆
- 特殊技術：影山重雄
- 合成美術：渡辺善夫
- スチール：田中一清
- 現像：東宝現像所
- 音楽：服部良一
- 演奏：東宝交響楽団
- 主題歌
  - 作詩：西條八十
  - 作曲：服部良一
  - 青い山脈：藤山一郎、奈良光枝
  - 恋のアマリリス：二葉あき子
  - コロムビア・レコード吹込
- 演出：今井正

### 配役
青い山脈
- 島崎雪子：原節子[6]
- 梅太郎（笹井とら）：木暮実千代
- 金谷六助：池部良
- ガンちゃん(富永安吉)：伊豆肇
- 沼田玉雄：龍崎一郎
- 笹井和子：若山セツ子
- 駒子：立花満枝
- 松山淺子： 山本和子
- 寺沢新子：杉葉子
- 井口甚蔵：三島雅夫
- 武田校長：田中栄三
- 八代教頭：島田敬一
- 岡本先生：藤原釜足
- 田中先生：生方功
- 中尾先生：三田國夫
- 易者：長浜藤夫
- 松山浅右衛門：河崎堅男
- 与太者A：津田光男
- 与太者B：堺左千夫
- 百姓：花澤徳衛

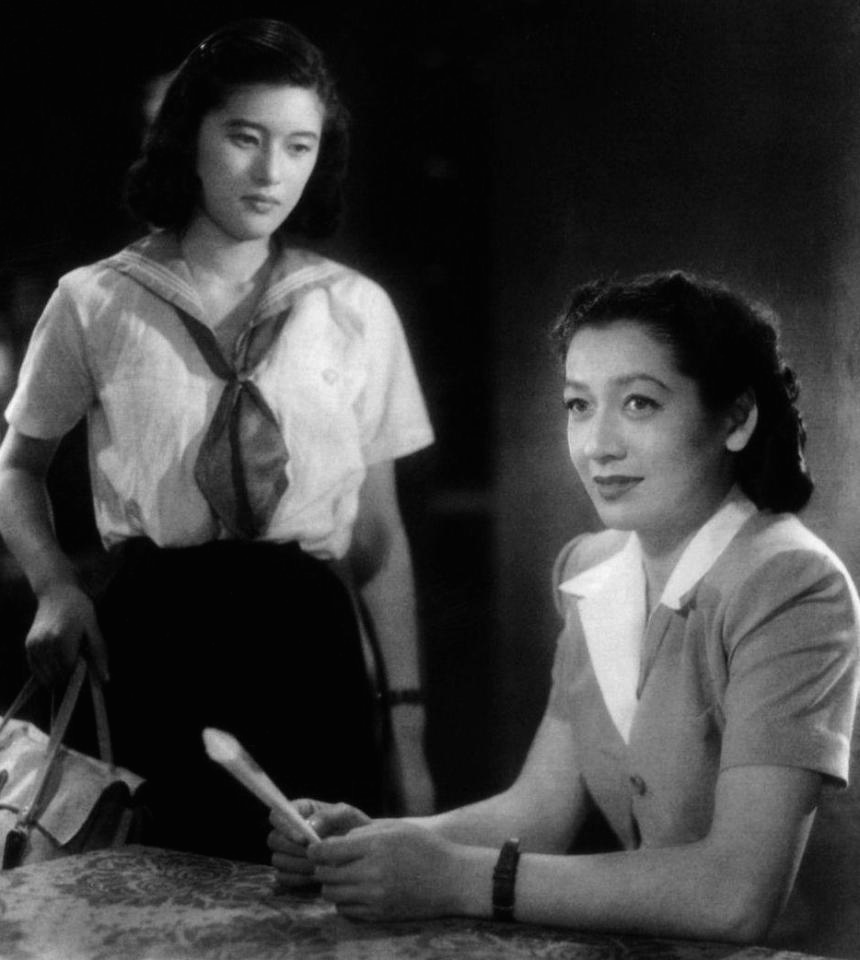
杉葉子（左）と原節子（右）

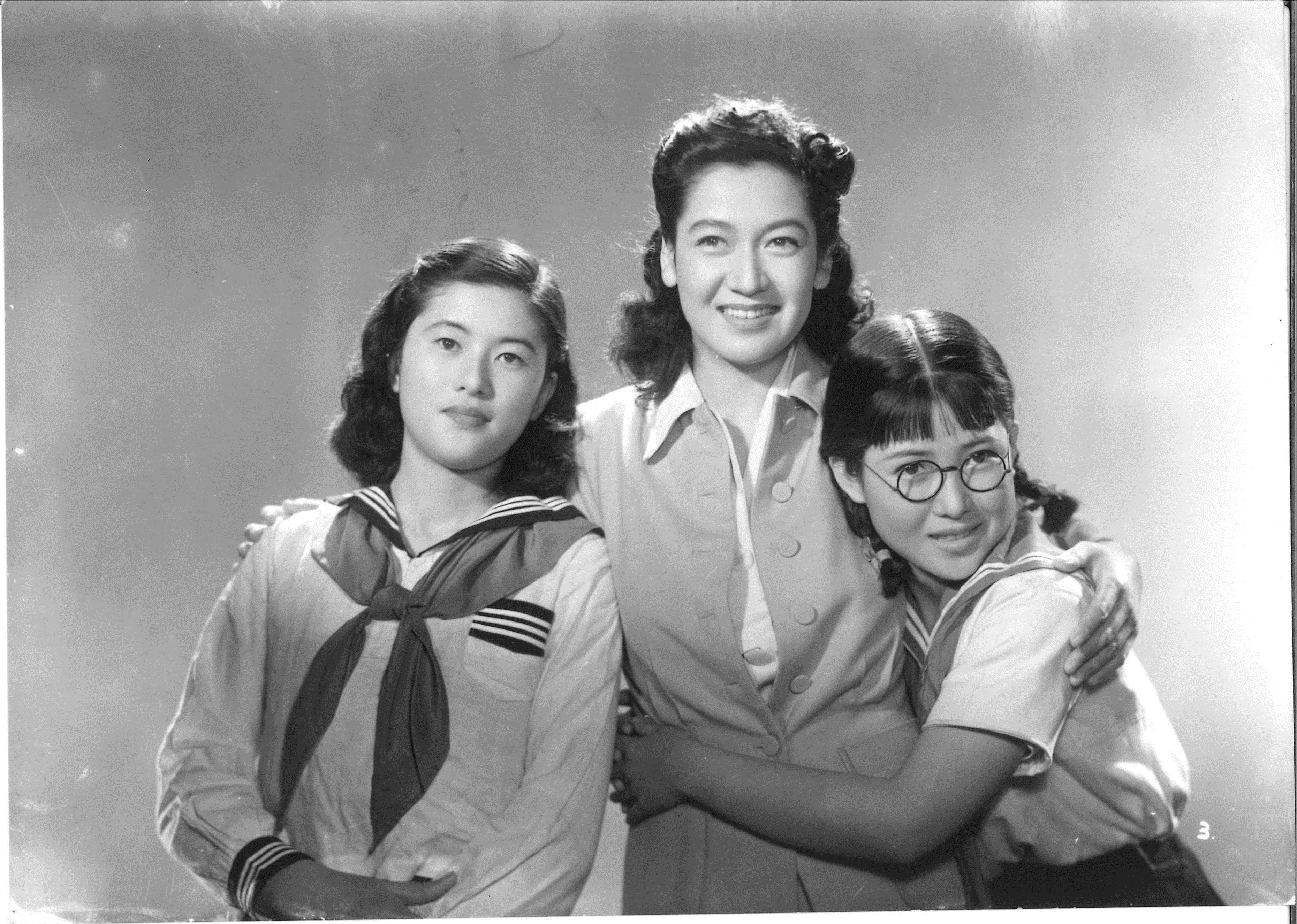
杉葉子（左）、原節子、若山セツ子（右）

- 高校生：神山勝、河合健児、今泉廉、岡部正、石田鑛、近藤宏、市村智三郎
- 野田アツ子：岩間湘子
- 田村静江：江幡秀子
- 女学生：田上末子、鏑木ハルナ、島村芳子、日高あぐり
- 看護婦：上野洋子
- 小野先生：諏訪美也子
- 白木先生：原緋紗子
- 北原先生：飯野公子
- 弥生の女将：浜地良子
- 弥生の仲居：出雲八重子
- 栄屋の婆や：一色勝代
- 芸者：高野千代、川久保トシ子

續青い山脈
- 島崎雪子：原節子
- 金谷六助：池部良
- 梅太郎（笹井とら）：木暮実千代
- ガンちゃん (富永安吉)：伊豆肇
- 沼田玉雄：龍崎一郎
- 笹井和子：若山セツ子
- 駒子：立花満枝
- 松山淺子： 山本和子
- 寺沢新子：杉葉子
- 井口甚蔵：三島雅夫
- 武田校長：田中栄三
- 八代教頭：島田敬一
- 岡本先生：藤原釜足
- 宝屋のお内儀：岡村文子
- 田中先生：生方功
- 中尾先生：三田國夫
- 小野先生：諏訪美也子
- 白木先生：原緋紗子
- 北原先生：飯野公子
- 岡本先生の妻：馬野都留子
- 柳屋の主人：深見泰三
- 長森の主人：高堂国典
- 国民服の男：大町文夫
- 婆や：一色勝代
- 六助の父：石島房太郎
- 六助の姉：志茂明子
- 六助の母：英百合子
- 与太者A：津田光男
- 与太者B：相原巨介
- 与太者C：成田孝
- 小使：鈴木左衛門
- 父兄A：春野音羽
- 父兄B：藤間清江
- 父兄C：滝鈴子
- 野田アツ子：岩間湘子
- 田村靜江：江幡秀子
- 女学生：廣瀬嘉子、津山路子、日高あぐり、島村芳子
- 看護婦：上野洋子

## 1957年版
「新子の巻」10月17日公開と「雪子の巻」11月19日公開の正続2篇。東宝製作。併映作は、「新子の巻」は『善太と三平物語 風の中の子供（原作：坪田譲治。監督：山本嘉次郎）、「雪子の巻」は『脱獄囚』（主演：池部良。監督：鈴木英夫）。岐阜県 中津川市、恵那市で撮影された。

### スタッフ
- 監督：松林宗恵
- 脚本：井手俊郎
- 音楽：服部良一
- 監督助手：古澤憲吾

### キャスト
- 沼田玉雄：宝田明
- 島崎雪子：司葉子
- 金谷六助：久保明
- 寺沢新子：雪村いづみ
- 梅太郎：淡路恵子
- 松山浅子：水谷良重
- 北原：草笛光子
- 富永安吉：太刀川洋一
- 笹井和子：笹るみ子
- 井口甚蔵：志村喬
- 岡本先生：藤原釜足
- 田中先生：田島義文
- 八代教頭：村上冬樹
- 易者：沢村いき雄
- 駒子：森啓子
- 中尾先生：堺左千夫
- 武田校長：十朱久雄
- 白木先生：一の宮あつ子
- 小野先生：中北千枝子
- 野田アツ子：小西瑠美
- 松山浅右衛門：土屋詩朗
- 宝屋のお内儀：浪花千栄子
- 長森老人：高堂国典
- チョビひげの男性：佐田豊
- 金谷弥吉：中村是好
- 弥吉の妻・とく：賀原夏子
- 栄屋の婆や：出雲八重子
- 百姓：榊田敬二
- 小使：安芸津広
- けい子：夏川静江
- 有島一郎

## 1963年版

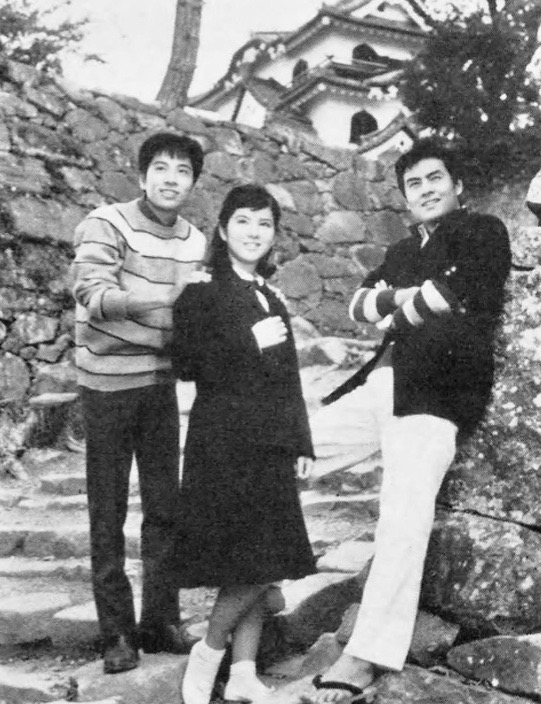
『青い山脈』（1963年）

日活製作、1月3日公開。本作では、時代に合わせて設定を、旧制・高等女学校から新制・女子高等学校に、旧制高校生から大学生に変更した。ラブレターの「恋しい恋しい」と「変しい変しい」をめぐって女子高の教職員と父兄とが議論する場面では、大学生がアマチュア無線で主人公たちに向けて実況中継するといった現代的な脚色が加えられていた。ロケーションは滋賀県彦根市で行われている。1990年代以降のカラオケの画面に現れることのある映像はこの作品のものである。配給収入は2億7080万円。

### スタッフ
- 監督：西河克己
- 脚本：井手俊郎、西河克己
- 音楽：池田正義
- 撮影 : 萩原憲治

### キャスト
- 寺沢新子：吉永小百合
- 金谷六助：浜田光夫
- 島崎雪子：芦川いづみ
- 笹井和子：田代みどり
- 富永安吉：高橋英樹
- 田中：藤村有弘
- 白木：北林谷栄
- 長森老人：左卜全
- 八代教頭：織田政雄
- 寺沢修蔵：清水将夫
- 井口甚蔵：三島雅夫
- 岡本：井上昭文
- チョビひげの男：近藤宏
- 武田校長：下元勉
- 宝屋の内儀：高橋とよ
- 松山浅右衛門：山田禅二
- 柳屋の主人：中村是好
- 駒子：松尾嘉代
- 松山浅子：進千賀子
- 寺沢英一：小沢茂美
- 梅太郎：南田洋子
- 沼田玉雄：二谷英明

## 1975年版
東宝映画製作・東宝配給、8月2日公開。同時上映は『花の高2トリオ 初恋時代』（ 東宝・ホリプロダクション・サンミュージック提携。監督：森永健次郎。主演：森昌子・桜田淳子・山口百恵）

### スタッフ
- 監督：河崎義祐
- 製作：金子正且
- 脚本：井手俊郎、剣持亘
- 撮影：村井博
- 美術：竹中和雄
- 編集：黒岩義民
- 音楽：服部克久
- 主題歌：「青い山脈」

　　　石川さゆり、潮哲也 歌

### キャスト
- 金谷六助：三浦友和
- 寺沢新子：片平なぎさ
- 沼田玉雄：村野武範
- 島崎雪子：中野良子
- 梅太郎：星由里子
- 富永安吉：田中健
- 笹井和子：木村理恵
- 松山浅子：加藤小夜子
- 野田アツ子：千波恵美子
- 武田校長：小栗一也
- 八代教頭：田武謙三
- 岡本先生：宮口精二
- 田中重次郎：山谷初男
- 中尾先生：安田伸
- 小野先生：塩沢とき
- 白木先生：南風洋子
- 井口基蔵：大滝秀治

## 1988年版
タイトルは「青い山脈'88」。キネマ東京=ビデオ東京製作、松竹配給、10月15日公開。
舞台を青森県に移し、今までのシリーズを大胆にリメイクしたものである。あまりにインパクトのある舘ひろしの保健の先生は、服装や姿・立ち振る舞いが濃い為に『ウラ関根TV』で紹介されており、ゴルフクラブを握る姿が「ライフルを磨いているみたい」、囲碁を打つ時は「ホシを追い詰めている」という一風変わった役作りで、「刑事みたい」と評される事になる。
また第1作で主人公を演じた池部良が、一転して「封建的な父親」を演じた事で話題になった。おなじみの主題歌は舘が歌った（編曲：神林早人）。

### スタッフ
- 監督：斎藤耕一
- 脚本：山田信夫
- 音楽：服部良一、服部克久
- プロデュース：藤本潔、曽志崎信二
- 製作者：高橋松男、山川修
- 製作協力：電通
- 後援：青森県

### キャスト
- 沼田玉雄：舘ひろし
- 島崎雪子：柏原芳恵
- 寺沢新子：工藤夕貴
- 寺沢房子：野際陽子
- 林恭子：加賀まりこ
- 金谷六助：野々村真
- 梅太郎：梶芽衣子
- 駒子：石田浩子
- 井口甚蔵：小松方正
- 土門治：笈田敏夫
- 松山浅子：松岡由美
- 笹井和子：池田純子
- 北原千尋：久野翔子
- 大林由香：助川ユキ
- 寺沢善衛：池部良